# Обитатели холмов (мини-сериал)
«Обита́тели холмо́в» (англ. Watership Down) — британо-ирландско-американский анимационный мини-сериал, основанный на одноимённой книге Ричарда Адамса, опубликованной в 1972 году. Режиссёром мини-сериала является Ноам Мурро, а сценарий написал Том Байдвелл. В Великобритании четырёхсерийный сериал вышел 22 декабря 2018 года на телеканале BBC One, а для международной аудитории он стал доступен на следующий день на сервисе Netflix.

## Сюжет
История, разворачивающаяся на фоне безмятежных деревенских пейзажей южной Англии, рассказывает о приключениях, храбрости и выживании группы кроликов с тех пор, как их дом был уничтожен. Под предводительством двух отважных братьев их путь пролегает от родного участка в Сэндлфорде через душераздирающие испытания, исходящие со стороны хищников и неприятелей, к земле обетованной и более совершенному обществу.

## В ролях

### Основной состав
- Джеймс Макэвой — Орех
- Николас Холт — Пятик
- Джон Бойега — Шишак
- Бен Кингсли — генерал Дурман
- Том Уилкинсон — Треарах
- Джемма Артертон — Ромашка
- Питер Капальди — Кехаар
- Оливия Колман — Земляничка
- Маккензи Крук — Дубок
- Энн-Мари Дафф — Хизентли
- Тэрон Эджертон — Эль-Ахрайрах
- Фредди Фокс — капитан Падуб
- Джеймс Фолкнер — Фрит
- Ли Инглби — капитан Дрёма
- Майлз Джапп — Черничка
- Дэниел Калуя — Колокольчик
- Рори Киннир — Барабанчик
- Крэйг Паркинсон — Эспарцет
- Розамунд Пайк — Чёрный кролик Инле
- Дэниел Ригби — Одуванчик
- Джейсон Уоткинс — капитан Ятрышник

### Второстепенный состав
- Адевале Акиннуойе-Агбадже — капитан Вереск
- Лоррэйн Брюс — жена фермера
- Джемма Чан — Роса
- Лиззи Кларк — Соломка
- Рози Дэй — Тетатиннанг
- Генри Гудман — Черновар
- Питер Гиннесс — Дубравка
- Мюррей Макартур — фермер
- Сэм Рэдфорд — человек
- Шарлотта Спенсер — Крапива

## Список серий
| № | Название                    | Режиссёр   | Автор сценария | Дата премьеры   |
| - | --------------------------- | ---------- | -------------- | --------------- |
| 1 | «Путешествие» «The Journey» | Ноам Мурро | Том Байдвелл   | 22 декабря 2018 |
| 2 | «Вторжение» «The Raid»      | Ноам Мурро | Том Байдвелл   | 22 декабря 2018 |
| 3 | «Побег» «The Escape»        | Ноам Мурро | Том Байдвелл   | 23 декабря 2018 |
| 4 | «Осада» «The Siege»         | Ноам Мурро | Том Байдвелл   | 23 декабря 2018 |

## Производство
В июле 2014 года было объявлено о том, что к показу на BBC запланирован анимационный мини-сериал, основанный на книге. В апреле 2016 года стало известно, что сериал, состоящий из четырёх часовых серий, будет соспродюсирован BBC и Netflix. Бюджет сериала составил около 20 млн фунтов стерлингов. Главной музыкальной темой стала песня «Fire on Fire», написанная британским певцом Сэмом Смитом специально для мини-сериала.

## Показ
Изначально премьера была запланирована на 25 декабря 2018 года, однако она была перенесена на 22 декабря 2018 года на канале BBC One в Великобритании и 23 декабря 2018 года — на сервисе Netflix для международной аудитории.

## Рекламная кампания
1 ноября 2018 года были опубликованы первые кадры из мини-сериала. Официальный трейлер был продемонстрирован 4 декабря 2018 года. 20 декабря 2018 года был выпущен музыкальный клип на песню Сэма Смита «Fire on Fire».

## Отзывы критиков
Реакция критиков на «Обитателей холмов» была в целом одобрительной. На сайте Rotten Tomatoes рейтинг сериала составляет 81 % положительных рецензий на основе 21 обзора. На сайте Metacritic мини-сериал имеет оценку 76 баллов из 100 на основе 5 отзывов.